# Eucelatoria bryani
Eucelatoria bryani là một loài ruồi trong họ Tachinidae.